# Caras nuevas
Caras nuevas va ser un concurs de TV emès per Televisió Espanyola el 1957 i 1958, dirigit per Domingo Almendros.
El programa pretenia descobrir nous talents als quals posteriorment contractar com a professionals per al llavors en Espanya nou mitjà de comunicació. Els aspirants havien de sotmetre's a diverses proves davant les cambres, sent el premi final el seu pas a plantilla de TVE.
El programa va comptar amb dues etapes els guanyadors de les quals es consagrarien amb els anys com dos dels més respectats professionals de televisió al país. La primera etapa va ser guanyada per Miguel de los Santos (i Rosana Ferrero en la categoria femenina) i la segona per José Luis Uribarri. També hi concursà Mari Carmen García Vela.
Va ser a càrrec de la llavors estrella femenina de la televisió Blanca Álvarez i l'actor italià Adriano Rimoldi. Álvarez seria substituïda en la segona temporada per María José Valero.